# International 3D Tennis
International 3D Tennis è un videogioco di tennis del 1990 per Amiga, Amstrad CPC, Atari ST, Commodore 64 e ZX Spectrum, sviluppato da Sensible Software e pubblicato dalla britannica Palace Software. La sua peculiarità, molto originale all'epoca per un gioco di tennis, è l'uso di grafica vettoriale tridimensionale.

## Modalità di gioco
Il gioco simula il tennis singolare maschile e permette di affrontare partite singole contro il computer o contro un altro giocatore, una vasta selezione di tornei con diversi montepremi, o un'intera stagione tennistica in cui cercare di accumulare più guadagni possibile (nelle versioni Spectrum e Amstrad su cassetta i tornei sono ridotti e manca l'opzione stagione). Tornei e stagioni in corso si possono salvare.
Durante la partita la grafica è tridimensionale a tutti gli effetti, sebbene piuttosto semplice: la scena è generata con poche linee e poligoni, i due tennisti hanno busto, testa e racchetta triangolari e arti filiformi. Sui computer a 8 bit i triangoli sono anche wireframe ovvero trasparenti, mentre sui più potenti Amiga e ST hanno tinta unita, ma a parte ciò la grafica non cambia molto.
La scena può essere inquadrata da 10 punti di vista diversi, selezionabili da tastiera. Su  Amiga e ST c'è anche la possibilità di variare a piacere l'angolazione e lo zoom.
Il tabellone dei punteggi è visualizzato in una schermata a parte, anch'esso con la stessa tecnica tridimensionale.
Anche il sistema di controllo è piuttosto insolito: il tennista si posiziona automaticamente nel punto più adatto a ricevere la palla, mentre al giocatore spetta soltanto il compito di colpire la palla al momento giusto e scegliere il tipo di colpo. Il giocatore ha comunque la possibilità di avanzare o indietreggiare manualmente per variare il momento in cui si colpisce la palla, e di spostarsi liberamente quando l'avversario non ha ancora ribattuto la palla.
Si possono impostare 4 livelli di difficoltà generale che influiscono sui controlli, dal più facile che fa lampeggiare il tennista quando è il momento giusto per colpirla, al livello "asso" che permette di dare l'effetto ai colpi. Il livello determina anche l'accesso o meno ai tornei più prestigiosi.
L'abilità dell'avversario computerizzato nelle partite singole si può regolare su 15 valori, mentre nei tornei dipende da chi è il tennista; molti dei nomi sono quelli di tennisti reali.
Il tipo di campo (terra, erba, ecc.) ha un reale effetto sui rimbalzi oltre che sull'estetica.